# NGC 6979
NGC 6979 est une région des Dentelles du Cygne situées dans la constellation du même nom. En compagnie de NGC 6974, elle forme l'un des deux nœuds de l'une de régions les plus brillantes de ce rémanent de supernova. NGC 6979 a été découverte par l'astronome germano-britannique William Herschel en 1784.
Note : Le Triangle de Pickering (découvert par l'astronome américaine Williamina Fleming en 1904) est si souvent confondu avec NGC 6974 et NGC 6979 que la recherche sur ces derniers conduit souvent au triangle lui-même. Il en est de même pour NGC 6960 qui, par exemple, est redirigé vers l'article Veil Nebula par la version anglaise de Wikipédia.

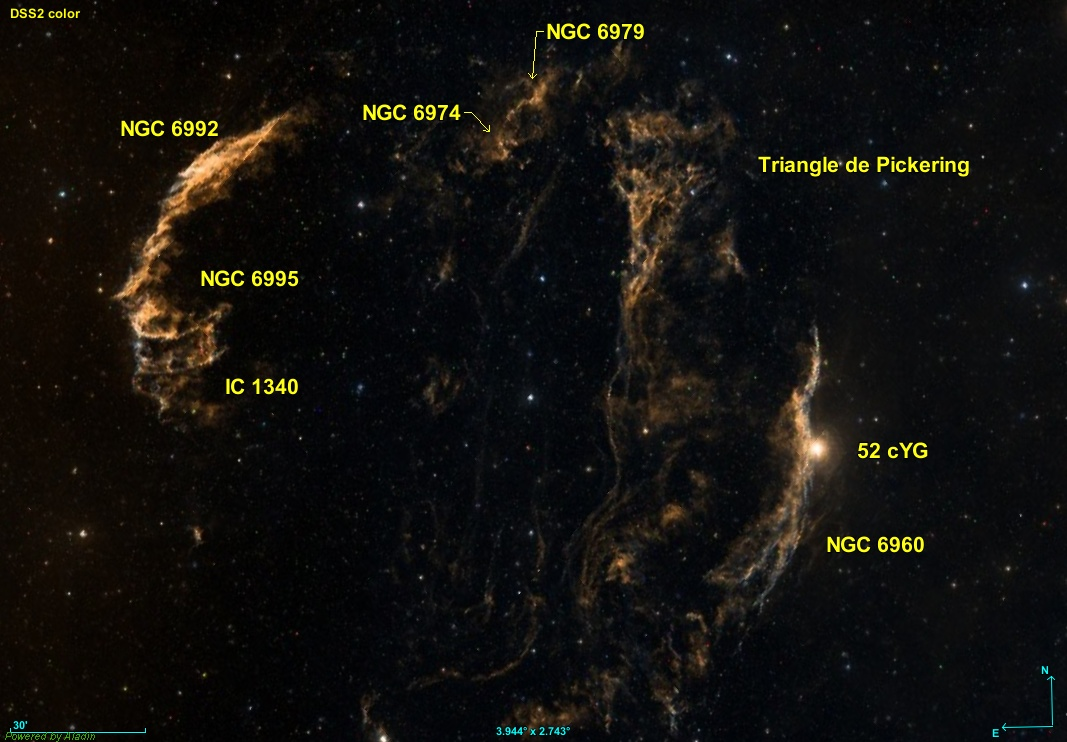
Cinq entrées du catalogue NGC et une du catalogue IC sont présentes dans ce rémanent de supernova.

L'entier rémanent de supernova occupe une région d'environ 3 degrés de diamètre, soit environ six fois le diamètre angulaire de la pleine lune, ce qui correspond à une taille de 110 années-lumière. Les Dentelles du Cygne renferment plusieurs autres objet du New General Catalogue et un autre de l'Index Catalogue comme le montre la figure ci-contre.